# LGV Xuzhou - Lanzhou
La LGV Xuzhou - Lanzhou (chinois : 徐兰客运专线 ; pinyin : xúlán kèyùn zhuānxiàn ; litt. « Ligne spéciale de transport de voyageurs Xu-Lan ») est une ligne à grande vitesse (LGV) chinoise. Traversant les provinces du Jiangsu, Anhui, Henan, Shaanxi et Gansu, elle relie Xuzhou au centre sud-est, à Lanzhou, capitale du Gansu, au centre Nord-Ouest, où elle est en connexion avec la LGV Lanzhou - Ürümqi et ligne dans le prolongement de la Ligne ferroviaire Qing-Zang.

## Histoire
Sa construction a débuté le 1er juin 2005 et sa mise en service a été effectuée le 9 juillet 2017.

## Caractéristiques
Sur une longueur de 1 363 kilomètres, la ligne qui comporte une double voie à écartement standard dessert 14 gares.
- Jiangsu : Xuzhou ;
- Anhui : Suzhou ;
- Henan : Shangqiu, Kaifeng, Zhengzhou, Luoyang, Sanmenxia ;
- Shaanxi : Weinan, Xi'an, Xiangyang Baoji ;
- Gansu : Tianshui, Dingxi, Lanzhou (gare de Lanzhou-Ouest).